# Acacia koa
Acàcia koa és una espècie d'arbre pertanyent a la família de les lleguminoses. És un endemisme de les illes Hawaii, on és el segon arbre més comú.

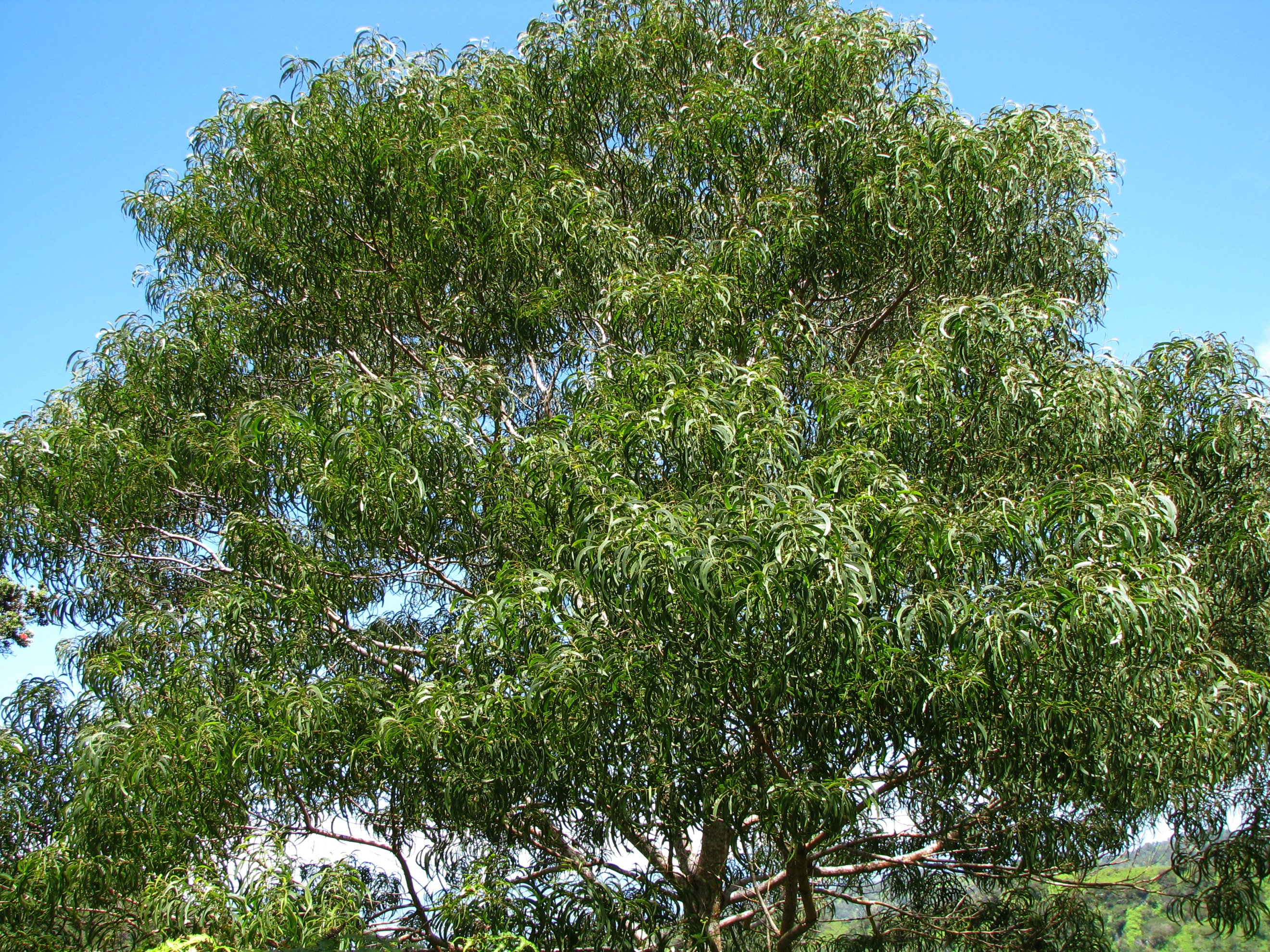
Vista de l'arbre

## Descripció
És un gran arbre, que en general arriba a una alçada de 15–25 metres amb una circumferència de 6 metres de longitud, i una extensió de 38 metres. És un dels arbres de més ràpid creixement de Hawaii, capaç d'arribar als 9 m en cinc anys. Les fulles són compostes amb 12-24 parells de folíols. Les flors són de color groc pàl·lid en rams esfèrics.

## Fusta
La fusta de koa és de gran preu i de bones propietats.

## Taxonomia
Acàcia koa va ser descrita pel botànic Asa Gray i publicat en el United States Exploring Expedition 1: 480–481, l'any 1854.
Etimologia
Acàcia: nom genèric derivat del grec ακακία (akakia), que va ser atorgat pel botànic grec Pedanius Dioscorides (A.C. 90-40) per a l'arbre medicinal A. nilotica en el seu llibre De Matèria Medica. El nom deriva de la paraula grega, ακις (akis, espines).
koa: epítet pres de la llengua hawaiana, koa que significa "valent, audaç, valenta, o un guerrer".
Sinonímia
Acàcia heterophylla var. latifolia Benth.
- Acàcia kauaiensis Hillebr.
- Acàcia koa var. latifolia (Benth.) H. St. John
- Acàcia koa var. waianaeensis H. St. John
- Racosperma kauaiense (Hillebr.) Pedley
- Racosperma koa (A. Gray) Pedley[1][9]